# Giovanni Reggio
Giovanni Reggio (Genova, 12 dicembre 1888 – Genova, 22 dicembre 1972) è stato un velista italiano, vincitore della medaglia d'oro nella vela (classe 8 metri) ai Giochi olimpici di Berlino 1936 in equipaggio con Bruno Bianchi, Luigi De Manincor, Domenico Mordini, Luigi Poggi ed Enrico Poggi.

## Carriera
Prima dell'alloro olimpico aveva patrtecipato ai Giochi olimpici di Amsterdam 1928 e dopo la guerra partecipò a quelli di Londra 1948.

## Palmarès
| Anno | Manifestazione  | Sede    | Risultato | Gara           |
| ---- | --------------- | ------- | --------- | -------------- |
| 1936 | Giochi olimpici | Berlino | Oro       | Classe 8 metri |